# Alexandre Kum'a Ndumbe III.
Alexandre Kum'a Ndumbe III. (* 1. November 1946 in Douala) ist ein kamerunischer Historiker, Germanist, Hochschullehrer und Schriftsteller. Er war Professor an der Freien Universität Berlin und der Universität Yaoundé I.

## Leben
Alexandre Kum'a Ndumbe III. stammt aus der Königsfamilie der Bele Bele/Bell in der kamerunischen Hafenstadt Duala und trägt den Titel Prinz. Einen Teil seiner Schulzeit verbrachte er am Maria-Theresia-Gymnasium München, wo er 1967 das Abitur ablegte. Anschließend ging er zum Studium an die Universität Lyon. Dort wurde er 1975 mit einer Arbeit über die Afrikapolitik Hitler-Deutschlands sowohl in Geschichte als auch in Germanistik promoviert (Doctorat de 3e cycle). Von 1975 bis 1979 lehrte er Geschichte und Politikwissenschaften an der Katholischen Universität Lyon. Danach wurde er als Professor an die Universität Yaoundé berufen, wo er von 1980 bis 1987 das Institut für Deutschsprachige Studien leitete. In der Zeit von 1981 bis 1986 hat er mehr als 170 afrikanische Zeitzeugen des deutschen Kolonialismus interviewt. 1985 gründete er die Stiftung Africavenir – Foundation for Development, International Cooperation and Peace, für politische Bildung in Afrika und Europa, eine politisch unabhängige und gemeinnützige Nichtregierungsorganisation.
1989 habilitierte er sich an der Freien Universität Berlin mit einer Schrift über die Afrikapolitik der Bundesrepublik Deutschland nach dem Zweiten Weltkrieg (Was will Bonn in Afrika?). Nach seiner Habilitation lehrte er von 1990 bis 2001 am Otto-Suhr-Institut für Politikwissenschaften der FU Berlin, dann wurde die Professur für Politik Afrikas trotz Protesten gestrichen. Danach lehrte er noch bis 2011 Germanistik, Geschichte, Theater und Politikwissenschaften an der Universität Yaoundé I.

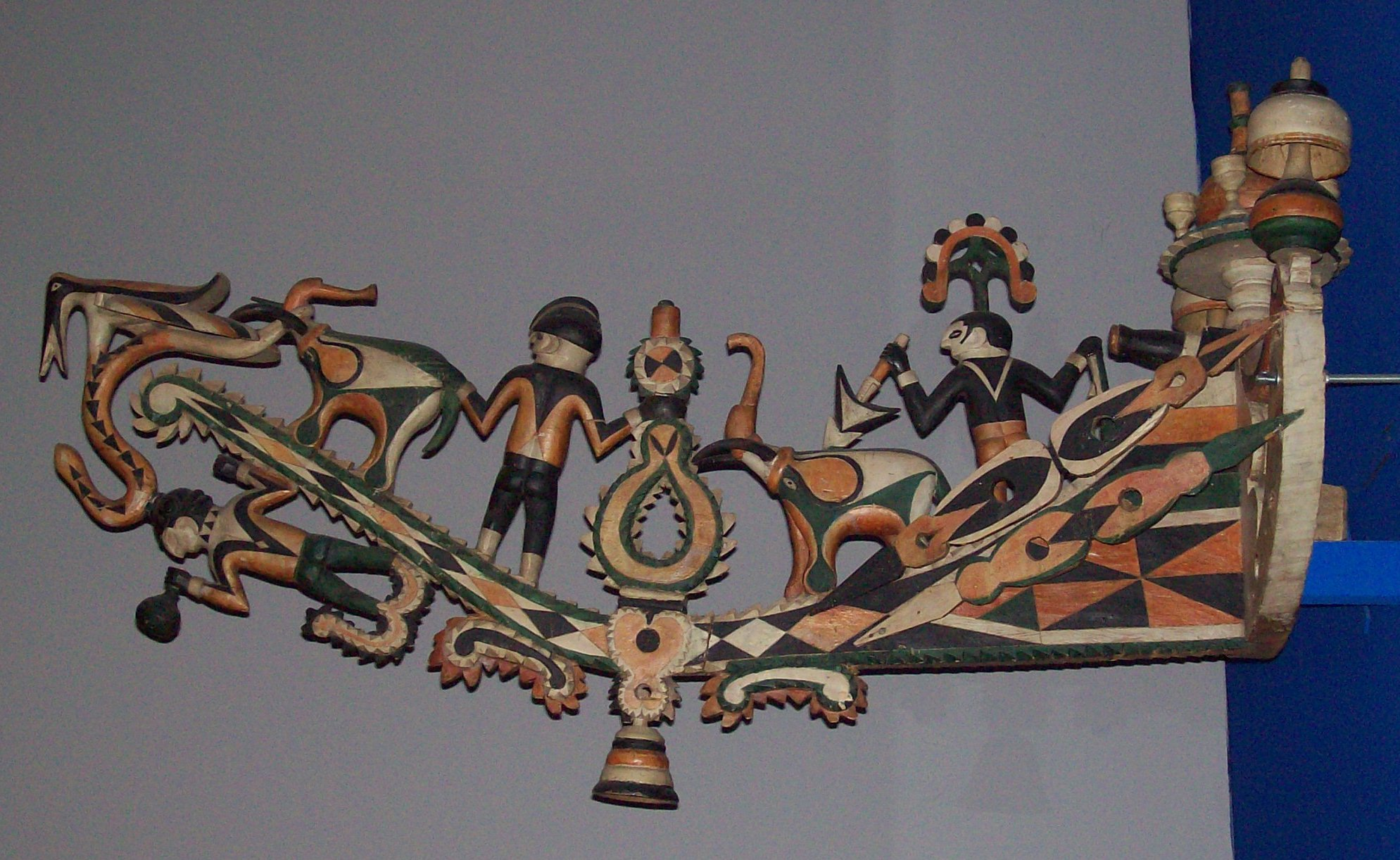
Der zurückgeforderte Tangué aus Duala im Museum Fünf Kontinente in München

Kum'a Ndumbe fordert vom Museum Fünf Kontinente in München die Rückgabe eines im Dezember 1884 von Max Buchner in Douala gestohlenen Tangués. Dabei handelt es sich um einen kunstvoll verzierten Schiffsschnabel, der als Insignum des Königs Kum'a Mbape (auch Lock Priso genannt), Ndumbes Großvater, diente. Dieser hatte von 1846 bis 1916 im damaligen Hickory Town, heute Bonabéri, geherrscht. König Kum'a Mbape leistete Widerstand gegen die Unterschrift des Schutzvertrages mit der deutschen Kolonialmacht, der zur Annektierung durch das Deutsche Reich führte. Die „Brandschatzung“ der kolonialen Strafexpedition fand im Dezember 1884 statt.
2000 gründeten Ndumbes Studenten eine Berliner Niederlassung von Africavenir in Berlin. Sie hatten für sein Bleiben an der FU Berlin gekämpft.
2002 kehrte er nach Douala zurück. Ndumbe gab im Rahmen der Debatten um den Wiederaufbau des Berliner Schlosses der Hohenzollern und der Errichtung des Humboldt Forums ein Interview über die Geschichte seines Großvaters Lock Priso, dessen Widerstand gegen die deutschen Kolonialisten, den Raub des Tangué und den beschwerlichen Weg zu Aus- und Versöhnung.

## Veröffentlichungen
2012 lagen mehr als 30 gedruckte Werke von Alexandre Kum'a Ndumbe III. vor, die zum Teil in Deutschland publiziert wurden. Er schreibt vorwiegend in Deutsch und Französisch, aber auch in Englisch und Duala.
- Les plans secrètes pour une Afrique fasciste 1933–1945. In: Hitler voulait l’Afrique. Éditions L’Harmattan, Paris 1981, ISBN 2-85802-140-6 (Dissertation bei der Philosophischen Fakultät der Universität Lyon).
  - Was wollte Hitler in Afrika? NS-Planungen für eine faschistische Neugestaltung Afrikas. Aus dem Französischen von Sven Dörper und Petra Liesenborgs. IKO-Verlag für Interkulturelle Kommunikation, Frankfurt am Main 1993, ISBN 3-88939-104-4.
- Le soleil de l’aurore. P. J. Oswald, Paris 1976.
- Ach, Kamerun! Unsere alte deutsche Kolonie. Ein Dokumentarstück. Selbstverlag, Lyon 1970.
  - Neuauflage: Exchange & Dialogue, Berlin 2005, ISBN 3-939313-01-7.
- Kafra-Biatanga – Tragödie Afrikas. Ein Stück in elf Szenen. Exchange & Dialogue, Berlin 2006, ISBN 978-3-939313-02-1.
- Nationalsozialismus und Apartheid. Rassenideologie und Geldgeschäfte in den Nord-Süd-Beziehungen 1933–1973. AfriqueAvenir, Douala/Exchange & Dialogue, Berlin 2006, ISBN 3-939313-10-6.
- Das Deutsche Kaiserreich in Kamerun: Wie Deutschland in Kamerun seine Kolonialmacht aufbauen konnte. AfriqueAvenir, Douala/Exchange & Dialogue, Berlin 2007, ISBN 978-3-939313-09-0.
- Stratégies de survie des populations africaines dans une économie mondialisée: L’expérience Camerounaise. AfriqueAvenir, Douala/Exchange & Dialogue, Berlin 2007, ISBN 978-3-939313-11-3.
- L’Afrique s’annonce au rendez-vous, la tête haute! Discours sur la transmision du savoir, la libération totale et le développement durable des Africains, de la diaspora noire et de leur continent. AfricAvenir, Douala/Exchange & Dialogue, Berlin 2007, Dritte, verbesserte und erweiterte Auflage 2012: ISBN 978-3-939313-16-8.
- Ich klopfte an deiner Tür… Zeitzeugnisse in Briefen, Gedichten und Erzählungen. AfricAvenir, Douala/Exchange & Dialogue, Berlin 2009, ISBN 978-3-939313-04-5.
- 50 ans déjà! Quand cessera enfin votre indépendance-là??? Exchange & Dialogue, Berlin 2011, ISBN 978-3-939313-96-0.
- als Hrsg.: Vous avez dit démocratie? Le processus de démocratisation en Cameroun. Défis et perspectives. AfricAvenir, Douala 2011, ISBN 978-3-939313-16-8.
- Jetzt berichten afrikanische Zeitzeugen. Buchreihe. AfricaAvenir, ab 2018
  - Jetzt berichten afrikanische Zeitzeugen … Neun wurden erhängt, gleichzeitig … So ist das hier! Gesagt, getan!
  - Jetzt berichten afrikanische Zeitzeugen … „So war das bei der Zwangsarbeit…“
- Wohlwollender Versuch, Missverständnisse zu beseitigen. Ein Brief nach 24 Jahren Warten, in: Atlas der Abwesenheit. Kameruns Kulturerbe in Deutschland, kollektive Hrsg., Reimer Verlag, Berlin 2023, ISBN 978-3-496-01700-4, S. 341–351.

Theaterstück
- Lumumba II. UA, London 1968; DEA, München 1971.